# ティモンディの決起集会
『ティモンディの決起集会』（ティモンディのけっきしゅうかい）は、エフエム愛媛で2021年4月4日から2024年9月29日まで放送していたトーク番組。

## 番組概要
エフエム愛媛の近くにある済美高等学校野球部出身のお笑いコンビ・ティモンディの初めての冠ラジオ番組。日曜の深夜、明日からの学校や仕事を頑張れるよう、リスナーの背中を笑いでグイグイ押していく番組となっている。お笑い野球ラジオとして話題やリスナーからのネタメールも野球にちなんだものが多く、テレビ番組でのティモンディと異なる顔が見られるラジオとして好評を博した。
Twitterのハッシュタグは『#ティモンディの決起集会』。番組リスナーは「ティモリアン」と呼ばれている。
番組の放送翌日に読み切れなかったメッセージなどを紹介するアフタートークを公式サイト、Podcast、ラジオクラウド等で配信している。第4回放送以降からは番組本編のアーカイブ配信も行っている。2021年11月29日、Podcast、ラジオクラウドにて『ティモンディ、FM愛媛に来局…?』と題した配信限定回を配信した。この時は鍵が閉まっていたため来局を果たせなかったが、2022年3月18日の配信限定回『ティモンディ、FM愛媛来局!!』でようやく施設内に入ることができた。
第15回放送以降、本編でメッセージが採用されたリスナーにはステッカーをプレゼントしている。初代ステッカーは前田がデザインした。（その後2代目、3代目のステッカーも作られた）
2021年7月29日、高岸が新型コロナウイルスに感染したことを公表、これに伴い、8月8日放送回は2人は出演せず、ディレクターがセレクトした「がんばれ高岸!番組が選んだ応援ソング特集」を放送した。
2022年2月6日のゲストにランジャタイを迎えた第2回「ティモンディの大決起集会」を放送内で、第43回（2022年2月13日）より放送枠が1時間に拡大することを発表した。
番組初の公開収録として、2022年9月4日にFM愛媛オープンスタジオで第1回ティモンディの超決起集会が開催された。2023年9月16日にはLOFT9 shibuyaで第2回ティモンディの超決起集会が開催され、多くのリスナーが会場に足を運んだ。
第78回（2022年10月23日）で高岸が女優の沢井美優と入籍、結婚したことを報告。リスナーからたくさんの祝福のメールが届けられた。なお放送内で結婚を発表したのに、周囲から「ラジオを聞きました！」という反応に乏しく、前田は番組の業界聴取率の低さを嘆いている。
第140回（2024年1月14日）は「ティモンディと行く松山＆道後温泉満喫ツアー1泊2日　IN愛媛」内で行われた、道後プリンスホテルでの公開収録の内容を放送した。
番組末期は高岸が病気や多忙のため番組を欠席することも多く、前田1人で収録する回も増えた。
2024年4月7日から、放送時間が日曜21:00 - 22:00へ変更となり、同年9月29日をもって最終回となった。翌週の10月5日から後継番組として前田のみ出演する「ティモンディ前田の、イカラジオ」が、毎週日曜21:00 - 21:30で放送開始。
最終回放送後すぐ2024年10月5日には、FM愛媛にて「ティモンディの超決起集会」の公開収録が行われた(8月31日に開催予定だったが、台風10号の接近に伴い延期開催)。放送は2024年10月13日25:30 - 28:51。

## 放送時間

### 最終回時点の放送時間
- 日曜 21:00 - 22:00（2024年4月7日 - 2024年9月29日）

### かつての放送時間
- 日曜 24:00 - 24:30（2021年4月4日 - 2022年2月6日）
- 日曜 24:00 - 25:00（2022年2月13日 - 2024年3月31日）

## 代表的なコーナー
Back To The TIMON D
ティモンディが野球に打ち込んでいた高校時代（2008年～2010年）に流行ったこと、人気だったものなどを募集するコーナー。
ファンタジーな話
ホントにあったウソみたいな出来事を募集するコーナー。
ティモンディ　ドリームニュース
実際は起こっていない、ウソのニュース原稿を送るコーナー。
ランクアップのコーナー
2人が高校時代お世話になったトレーナー・吉見さんのように、キレながら何かを伝えるコーナー。
レップスのコーナー
２人が高校時代お世話になったトレーナー、ひょーちゃんのように、何かのコツをイメージで伝えるコーナー。
シン・ベースボールを考えよう
ここをこうしたらもっと面白くなるんじゃない？という新しい野球のルールや用語などを送るコーナー。
アウトローのコーナー
野球で困ったらアウトローのように、さまざまな分野の「とりあえず○○」を送るコーナー。
キャッチフレーズ
番組開始時のティモンディの挨拶を考えるコーナー。

## 番組用語
- ティモリアン - 番組リスナーの総称。
- J.Y.Parking - ティモンディのマネージャー吉田の愛称。元仙台商業軟式野球部出身。
- ギエピー - 番組広告写真の前田の吹き出しに入る言葉。リスナーからの公募で決定した。元ネタは穴久保幸作の漫画・ポケットモンスター (穴久保幸作の漫画)の主人公・ピッピの断末魔の叫びである。その後リスナーからの物言いで新たな吹き出しを考えることになったが、あまりパッとしたものは出ず、盛り上がらなかった。
- 七代目マネージャー - ティモンディの済美高校野球部時代の同期のマネージャーで、リスナーとして番組にもメールを送ってくれる。最終回にはティンカーベルのコスプレで公開収録に駆けつけた。子だくさんのパパでもある。
- ランクアップ - ティモンディが高校時代お世話になったトレーナー・吉見さんが経営するジムの名前。
- レップス - トレーニングにおいて1セット何回その種目を行うかというreps（レップ）という単位の、ティモンディが高校時代お世話になったトレーナー・ひょーちゃんによる間違った呼び方。ちなみにひょーちゃんは魔の10トンメニューの考案者でもある。
- ゲルマン - 済美高校野球部で使われていた、河川敷でのランニングをショートカットするの意。語源は不明。
- 済美十本刀 - ティモンディの済美高校野球部時代の同級生・ごっしーが、自分と仲のいいメンバーを集めて結成した謎の集団。

## ゲスト
- 第4回（2021年4月25日）- WANIMA（コメント）[6]
- 第17回（2021年7月25日）アフタートーク - 本多スイミングスクール（電話出演）
- 第35回（2021年12月12日）、第36回（2021年12月19日）- ランジャタイ[16]
- 第39回（2022年1月9日）- お見送り芸人しんいち
- 第2回ティモンディの大決起集会[12]（2022年2月6日）- ランジャタイ[12]
- 第47回（2022年3月13日）- お見送り芸人しんいち、国崎和也（ランジャタイ）
- 第59回（2022年6月5日）- 本多スイミングスクール（電話出演）、Ito＆Takeuchi（PEOPLE1）（コメント）
- 第60回（2022年6月12日) - 伊達みきお（サンドウィッチマン）
- 第63回（2022年7月3日) - お見送り芸人しんいち
- 第65回（2022年7月17日）- お見送り芸人しんいち
- 第66回（2022年7月24日) - 永野
- 第72回（2022年9月11日）- 吉見一弘（ランクアップジャパン代表取締役）
- 第80回（2022年11月6日)、第81回（2022年11月13日) - なかがわりょう（フランスピアノ）
- 第82回（2022年11月20日）- 忠犬立ハチ公
- 第4回ティモンディの大決起集会（2023年1月29日）- 永野
- 第108回（2023年5月28日）- 忠犬立ハチ公
- 第111回（2023年6月18日）- 永井康博（済美高校校長）
- 第118回（2023年8月6日)、第119回（2023年8月13日) - わらふぢなるお
- 第120回（2023年8月20日) - マカロニえんぴつ（コメント）
- 第121回（2023年8月27日) - 中村竜大、岡尾真虎（LIL LEAGUE）（コメント）
- 第127回（2023年10月8日） - Ito（PEOPLE1）
- 第136回（2023年12月10日) 、第137回（2023年12月17日) - わらふぢなるお
- 第140回（2024年1月14日) 、第141回（2024年1月21日) - フランスピアノ
- 第168回（2024年7月28日) - フランスピアノ
- 第169回（2024年8月4日) 、第170回（2024年8月11日) - 本多スイミングスクール
- 第171回（2024年8月18日) - フランスピアノ
- 第3回ティモンディの超決起集会（2024年10月13日） - 七代目マネージャー

## 特別回
生放送は大決起集会、超決起集会は公開収録として放送されている。
- 第1回ティモンディの大決起集会[17]（2021年8月15日）
- 第2回ティモンディの大決起集会（2022年2月6日）
- 第3回ティモンディの大決起集会（2022年9月4日）
- 第72回（2022年9月11日）、第73回（2022年9月18日）- 第1回ティモンディの超決起集会
- 第4回ティモンディの大決起集会（2023年1月29日）
- 第126回（2023年10月1日）、第127回（2023年10月8日） - 第2回ティモンディの超決起集会
- 第169回（2024年8月4日) - 第5回ティモンディの大決起集会
- 第3回ティモンディの超決起集会（2024年10月13日）